# Рындин, Вадим Фёдорович
Вади́м Фёдорович Ры́ндин (2 [15] января 1902, Москва — 9 апреля 1974, Москва) — советский, российский театральный художник, сценограф и педагог. Академик АХ СССР (1964; член-корреспондент 1947). Народный художник СССР (1962). Лауреат Сталинской премии второй степени (1950).

## Биография
Вадим Рындин родился в Москве 2 (15) января 1902 года.
В 1918—1922 годах учился в Свободных художественно-технических мастерских в Воронеже (там же впервые познакомился с профессией художника сцены в качестве помощника декоратора), затем, в 1922—1924 годах, во ВХУТЕМАСе.
Был членом объединений «Маковец», «Четыре искусства», Общества московских художников.
В 1931—1934 годах — главный художник Камерного театра, в 1935—1944 — Театра им. Е. Вахтангова, в 1944—1947 — Театра им. В. Маяковского. В 1947 году вернулся в Театр им. Е. Вахтангова, где занимал пост главного художника до 1958 года. Одновременно, с 1953 года — главный художник Большого театра Союза ССР.
В его работах конца 1920-х — начала 1930-х годов ощутимо влияние конструктивизма. Сочетал условные конструкции с живописными декорациями, часто использовал как основу оформления спектакля единую сценическую установку. В целом его творчеству присущи романтический пафос, эмоциональная насыщенность и лаконизм образов, тяготение к героико-эпическим решениям и ёмким метафорам.
С 1965 года преподавал в Московском художественном институте им. В. И. Сурикова (профессор).
Член Союза художников СССР.
Член ВКП(б) с 1951 года.
Умер 9 апреля 1974 года в Москве. Похоронен на Новодевичьем кладбище (участок № 7).

## Семья
Жена: Каршанова Августа Михайловна (1907—1990)
Дочери:
- Наталия (1936—2022), археолог, профессор МГУ
- Анна (1937—2023), искусствовед, академик РАХ. Заслуженный деятель искусств Российской Федерации (1995).

В конце 1950-х годов В. Ф. Рындин ушёл из семьи к балерине Галине Улановой. Они прожили вместе около десяти лет, затем Рындин вернулся к жене.

## Награды и звания
- Заслуженный артист РСФСР (1935)
- Заслуженный деятель искусств РСФСР (1947)
- Народный художник РСФСР (1959)
- Народный художник СССР (1962)
- Сталинская премия второй степени (1950) — за оформление спектакля «Заговор обречённых» Н. Е. Вирты в Театре им. Е. Вахтангова
- Орден Ленина (1972)
- Два ордена Трудового Красного Знамени (в том числе 1941)[5]
- Орден «Знак Почёта» (1959)
- Медаль «За доблестный труд в Великой Отечественной войне 1941—1945 гг.»
- Медаль «В память 800-летия Москвы»

## Оформление спектаклей
Воронежский драматический театр
- 1922 — «Разбойники» Ф. Шиллера. Постановщик Я. Леин

Воронежский театр вольных мастеров (октябрь 1923 — апрель 1924)
- 1924 — «Ревизор» Н. В. Гоголя. Постановщик А. В. Ридаль
- 1924 — «Гамлет» Уильяма Шекспира. Постановщик А. В. Ридаль

Летний театр «Аквариум», Москва
- 1927 — «Республика на колёсах» Я. Мамонтова. Постановщик Э. Краснянский

Театр имени Моссовета
- 1940 — «Богатые невесты» А. Н. Островского. Постановщик В. Ф. Фёдоров (премьера — 1 октября)

Ленинградский государственный академический театр оперы и балета имени С. М. Кирова
- 1940 — «Тарас Бульба» В. Соловьева-Седого (балетмейстер Ф. Лопухов)
- 1945 — «Гаянэ» А. Хачатуряна (балетмейстер Н. Анисимова)

Ленинградский драматический театр
- 1947 — «Укрощение строптивой» У. Шекспира. Постановщик А. Тутышкин (премьера — 26 апреля)

Ленинградский академический Большой драматический театр имени М. Горького
- 1929 — «Заговор чувств» Ю. Олеши. Постановщик К. К. Тверской (премьера — 28 декабря)
- 1935 — «Не сдадимся» C. Семёнова. Постановщик В. Ф. Фёдоров (премьера — 17 октября)

Свердловский театр оперы и балета имени А. В. Луначарского
- 1933 — «Разлом» В. Фемелиди. Постановщик И. Келлер, Б. Кушнир

Московский рабочий художественный театр
- 1935 — «Платон Кречет» А. Корнейчука. Постановщи: А. Кричко

Московский ГОСЕТ
- 1936 — «Беспокойная старость» Л. Рахманова. Постановщик И. Кролль
- 1937 — «Суламифь» А. Гольдфадена. Постановщик С. Михоэлс

1-й Белорруский государственный драматический театр
- 1936 — «Великодушие» В. Головчинера. Постановщик Л. Литвинов

Эрмитаж, город Москва
- 1937 — Эстрадная программа Государственного джаза РСФСР под управлением Леонида Утёсова

Московский цирк
- 1937 — Цирковая программа. Постановщик Ю. Юрский
- 1939 — Цирковая программа. Постановщик Ю. Юрский
- 1945 — Цирковая программа. Постановщик Ю. Юрский, Б. Шахет
- 1946 — Цирковая программа. Постановщик Ю. Юрский
- 1947 — Цирковая программа. Постановщик Ю. Юрский

Московская оперетта
- 1936 — «Как её зовут?» Л. Пульвера, Н. Адуева. Постановщик Г. Ярон, Р. Корф, балетмейстер А. Чекрыгин (премьера — 8 марта)
- 1936 — «Цыганская любовь» Ф. Легара, В. Регинина. Постановщик Н. Бранин, И. Донатов, балетмейстер И. Бойко (премьера — 8 августа)
- 1945 — «Холопка» Н.Стрельникова, Е. Геркена. Постановщик И. Рапопорт, режиссёры: А. Гедройц и В. Даминский, балетмейстеры В. Бурмейстер и А. Томский (премьера — 1 августа)
- 1946 — «Моя Гюзель» Б. Александрова, Е. Помещикова, Н. Рожкова. Постановщик Г. Ярон, режиссёр В. Даминский, балетмейстер Н. Холфин (премьера — 24 марта)
- 1956 — «Свадьба в Малиновке» Б. Александрова, Л. Юхвида. Постановщик Г. Ярон, режиссёр Л. Тарский, балетмейстер В. Варковицкий (премьера — 18 февраля)

Центральный детский театр (в 1921—1936 — Московский театр для детей)
- 1930 — «Ребячий фронт» (эстрадное обозрение) В. Любимовой, Г. Владычиной, А. Барто. Постановщик Э. Мей
- 1931 — «Тревожный сбор» А. Барто. Постановщик Э. Мей
- 1931 — «Путешествие Кати-малолетки по большой карте пятилетки» С. Розанова (кукольный театр). Режиссёр С. Розанов
- 1932 — «Я — мало, мы — сила» Э. Мэя, Н. Сац. Режиссёр Э. Мей
- 1932 — «Бей, барабан, борьбу» Р.Бегак, Н. Паркалаб. Режиссёр О. Басов
- 1932 — «Настоящий пролетарий» А. Наврозова. Режиссёр Э. Мей
- 1932 — «Бой начался» С. Розанова. Постановщик Э. Мей
- 1933 — «Электричество» С. Розанова. Постановщик И. Рапопорт
- 1934 — «Сказка о царе Салтане» А. Пушкина. Постановщик В. Д. Королёв
- 1934 — «Мик» Н. Шестакова. Постановщик Н. Сац
- 1935 — «Эмиль и его товарищи» Э. Кестнера. Постановщик Н. Сац
- 1935 — «Сказка о рыбаке и рыбке» А. Пушкина. Постановщик В. Королёв
- 1936 — «Золотой ключик» А. Толстого. Постановщик Н. И. Сац, В. Д. Королёв (премьера — 10 декабря)
- 1937 — «Белеет парус одинокий» В. Катаева. Постановщик В. Д. Королёв
- 1939 — «Коньки» С. Михалкова. Постановщик И. Рапопорт
- 1939 — «Изобретатель и комедиант» Д. Даниэля, Д. Кабалевского. Постановщик И. Рапопорт, Е. Васильева (премьера — 11 апреля)
- 1940 — «Первая любовь» Р. Фраермана. Постановщик И. Рапопорт

Таджикский театр оперы и балета имени С. Айни
- 1941 — «Кузнец Кова» С. Баласаняна, Ш. Бобокалонова. Постановщики Д. Камерницкий, Н. Зиновьев
- 1941 — Балет «Ду Гуль» («Две розы») А. Ленского. Балетмейстер К. Голейзовский

Московский театр сатиры
- 1938 — «Пигмалион» Дж. Б. Шоу. Постановщик Л. М. Крицберг (премьера — 16 апреля)
- 1939 — «Джиоконда» Н. Ф. Погодина. Постановщик Н. М. Горчаков (премьера — 23 января)
- 1939 — «Чёртов мост» А. Н. Толстого. Постановщики В. Я. Станицын, Л. М. Крицберг (премьера — 18 марта)
- 1940 — «Страшный суд» В. В. Шкваркина. Постановщики Н. М. Горчаков, С. К. Блинников (премьера — 16 февраля)
- 1949 — «Кто виноват» Г. Д. Мдивани. Постановщик Э. Б. Краснянский (премьера — 9 июля)
- 1950 — «Свадьба с приданым» Н. М. Дьяконова. Постановщик Б. И. Равенских (премьера — 12 марта)
- 1951 — «Их было трое» В. З. Масса, М. А. Червинского. Постановщик Э. Б. Краснянский (премьера — 6 января)
- 1951 — «Господин Дюруа» И. Л. Прута, А. Е. Штейнберга. Постановщик Э. Б. Краснянский (премьера — 16 ноября)

Ленинградский театр музыкальной комедии
- 1946 — «В зимнюю ночь» И. Дзержинского. Постановщик А. Тутышкин (премьера — 24 ноября)
- 1947 — «Роза Ветров» Б. Мокроусова. Постановщик А. Тутышкин (премьера — 30 июня)
- 1948 — «Лучший день её жизни» А. Лепина. Постановщик П. Суханов (премьера — 14 декабря)

Московский драматический театр имени К. С. Станиславского
- 1949 — «С любовью не шутят» П. Кальдерона. Постановщик Б. Равенских

Московский театр имени М. Н. Ермоловой
- 1950 — «Клуб знаменитых капитанов» В. М. Крепса и К. Б. Минца, Постановка А. Лобанова, (совместно с Б. Аврашовым)
- 1953 — «Цюй Юань» Го Мо-жо. Постановщик В. Комиссаржевский

Центральный театр транспорта
- 1952 — «Живой портрет» А. Морето. Постановщик В. Гольдфельд

Московский драматический театр имени А. С. Пушкина
- 1952 — «Гоголь» С. Алёшина. Постановщик И. Туманов

Белорусский драматический театр имени Я. Коласа
- 1952 — «Враги» М. Горького. Постановщик И. Раевский

Камерный театр
- 1927 — «Заговор равных» М. Ю. Левидова. Постановщик А. Я. Таиров (8 ноября — премьера, запрещён цензурой)
- 1928 — «Багровый остров» М. Булгакова. Постановщики А. Я. Таиров, Л. Лукьянов (премьера — 11 декабря)
- 1931 — «Патетическая соната» М. Кулиша. Постановщик А. Я. Таиров (премьера — 20 декабря, запрещён цензурой)
- 1932 — «Неизвестные солдаты» Л. С. Первомайского. Постановщик А. Я. Таиров (премьера — 1 мая)
- 1932 — «Кто кого» П. Д. Маркиша. Постановщик А. Я. Таиров (премьера — 6 ноября)
- 1933 — «Укрощение мистера Робинзона, или потерянный рай» В. Каверина. Постановщик Л. Л. Лукьянов (премьера — 13 апреля)
- 1933 — «Машиналь» Софи Тредуэлл. Постановщик А. Я. Таиров (премьера — 22 мая)
- 1933 — «Оптимистическая трагедия» В. В. Вишневского. Постановщик А. Я. Таиров (премьера — 18 декабря)
- 1934 — «Правда хорошо, а счастье лучше» А. Н. Островского. Постановщик А. Я. Таиров
- 1934 — «Вершины счастья» Д. Дос-Пассоса. Постановщик Л. Лукьянов (премьера — 6 апреля)
- 1934 — «Египетские ночи». Постановщик А. Я. Таиров (премьера — 14 декабря)
- 1944 — «Без вины виноватые» А. Н. Островского. Постановщик А. Я. Таиров (премьера — 25 декабря)

Театр имени Е. Б. Вахтангова
- 1935 — «Аристократы» Н. Погодина. Постановщик: Б. Захавы (премьера — 24 мая)
- 1936 — «Много шума из ничего» У. Шекспира. Постановщик И. Рапопорт (премьера — 7 октября)
- 1936 — «Флоридсдорф» Ф. Вольфа. Постановщик П. Антокольский (премьера — 18 ноября)
- 1940 — «Учитель» С. Герасимова. Постановщик Б. Захава (премьера — 1 декабря)
- 1942 — «Олеко Дундич» А. Ржешевского, М. Каца. Постановщик А. Дикий (премьера — 22 февраля)
- 1942 — «Русские люди» К. Симонова. Постановщик А. Дикий (премьера — 21 июня)
- 1942 — «Сирано де Бержерак» Э. Ростана. Постановщик Н. Охлопков (премьера — 17 октября)
- 1942 — «Фронт» А. Корнейчука. Постановщик Р. Симонов (премьера — 6 ноября)
- 1943 — «Слуга двух господ» Карло Гольдони. Постановщик А. Тутышкин (премьера — 6 марта)
- 1947 — «Русский вопрос» К. Симонова. Постановщик И. Рапопорт (премьера — 3 июня)
- 1947 — «Неугасимое пламя» Б. Полевого. Постановщики Р. Симонов, А. Ремизова (премьера — 29 сентября)
- 1948 — «Макар Дубрава» А. Корнейчука, Постановщик И. Рапопорт (премьера — 1 мая)
- 1949 — «Заговор обречённых» Н. Е. Вирты. Постановщик Р. Симонов (премьера — 22 марта)
- 1949 — «Огненная река» В. Кожевникова. Постановщик Б. Захава (премьера — 22 мая)
- 1950 — «Миссурийский вальс» Н. Погодина. Постановщики Р. Симонов, И. Рапопорт (премьера — 17 января)
- 1951 — «В середине века» Л. Шейнина. Постановщики Р. Симонов, И. Рапопорт (премьера — 29 марта)
- 1951 — «Кирилл Извеков» К. Федина. Постановщик Б. Захава (премьера — 11 октября)
- 1952 — «В наши дни» А. Софронова. Постановщики Р. Симонов, А. Ремизова (премьера — 22 марта)
- 1952 — «Седая девушка» Хэ Цзинчжи и Дин Ни. Постановщик С. Герасимов (премьера — 14 июня)
- 1953 — «Европейская хроника» А. Арбузова. Постановщики Р. Симонов, А. Ремизова (премьера — 15 мая)
- 1953 — «Кандидат партии» А. Крона. Постановщик Б. Захава (премьера — 5 сентября)
- 1956 — «Ромео и Джульетта» У. Шекспира. Постановщик И. Рапопорт (премьера — 21 октября)

Московский музыкальный театр имени К. С. Станиславского и Вл. И. Немировича-Данченко
- 1948 — «Доктор Айболит» И. В. Морозова. Балетмейстер Н. С. Холфин, дирижёр В. А. Эдельман (премьера — 7 марта)
- 1957 — «Жанна д’Арк» Н. И. Пейко. Балетмейстер В. П. Бурмейстер, дирижёр В. А. Эдельман (премьера — 29 декабря)

Театр им. В. Маяковского (до 1954 года — Московский театр драмы)
- 1939 — «Павел Греков» Б. И. Войтехова, Л. С. Ленча. Постановщики М. Ф. Астангов, М. Е. Лишин, режиссёр Т. Д. Соловьев (премьера — 10 января)
- 1944 — «Сыновья трёх рек» В. М. Гусева. Постановщик Н. П. Охлопков, режиссёры Е. И. Страдомская, А. Е. Беляевский (премьера — 26 марта)
- 1944 — «Пёстрые рассказы» по А. П. Чехову. Постановщик В. Н. Власов (премьера — 15 июля)
- 1945 — «Лисички» Л. Хеллмана. Постановщик Е. И. Страдомская, режиссёр Е. И. Зотова (премьера — 3 апреля)
- 1945 — «Не было ни гроша, да вдруг алтын» А. Н. Островского. Постановщик В. Ф. Фёдоров (премьера — 9 июля)
- 1947 — «Молодая гвардия» по А. А. Фадееву. Постановщики Н. П. Охлопков, Е. И. Страдомская. Режиссёры Е. И. Зотова, С. И. Каминка (премьера — 8 февраля)
- 1947 — «Таня» А. Н. Арбузова. Постановщик А. М. Лобанов, сопостановщик М. И. Бабанова (премьера — 11 июня)
- 1947 — «Судьба Реджинальда Дэвиса» В. М. Кожевникова, И. Л. Прута. Постановщик В. Ф. Фёдоров, режиссёр Е. И. Зотова (премьера — 7 июля)
- 1948 — «Ромео и Джульетта» У. Шекспира. Постановщик А. Д. Попов, режиссёры М. И. Бабанова, В. А. Латышевский (премьера — 11 июня)
- 1948 — «Мать» по М. Горькому (инсценировка Н. П. Охлопкова). Постановщик Ф. Н. Каверин (премьера — 15 ноября)
- 1949 — «Леди и джентльмены» Л. Хеллмана. Постановщик Е. И. Зотова (премьера — 15 октября)
- 1950 — «Прага остается моей» Ю. А. Буряковского. Постановщик В. Н. Власов (премьера — 13 апреля)
- 1951 — «Путь в грядущее» С. М. Марвича. Постановщики Б. Н. Толмазов, Д. А. Вурос, С. И. Каминки (премьера — 21 апреля)
- 1951 — «Дорога свободы» Говарда Фаста. Постановщик Н. П. Охлопков
- 1954 — «Гамлет» У. Шекспира. Постановщик Н. П. Охлопков, режиссёр А. В. Кашкин (премьера — 16 декабря)
- 1961 — «Медея» Еврипида. Постановщик Н. П. Охлопков, режиссёр А. В. Кашкин (премьера — 10 декабря)

Малый театр
- 1936 — «Салют, Испания!» А. Н. Афиногенова. Постановщик В. Н. Пашенная, режиссёр А. М. Азарин (премьера — 23 ноября)
- 1939 — «Волк» Л. М. Леонова. Постановщик И. Я. Судаков (премьера — 3 мая)
- 1945 — «Двенадцатая ночь» У. Шекспира. Постановщик В. Ф. Дудин, балетмейстер В. И. Цаплин (премьера — 19 июня)
- 1958 — «Ярмарка тщеславия» И. В. Ильинского по В. Теккерею. Постановщики И. В. Ильинский и В. И. Цыганков, режиссёр Т. А. Еремеева (премьера — 27 декабря)
- 1960 — «Любовь Яровая» К. А. Тренева. Постановщики И. В. Ильинский и В. И. Цыганков, балетмейстер А. А. Румнев (премьера — 7 ноября)
- 1963 — «Госпожа Бовари» Т. А. Битрих-Еремеевой по роману Г. Флобера. Постановщики И. В. Ильинский и А. А. Шипов, балетмейстер В. П. Бурмейстер (премьера — 20 сентября)

МХАТ СССР им. М. Горького
- 1937 — «Земля» Н. Е. Вирты. Постановщики Л. М. Леонидов, Н. М. Горчаков (премьера — 5 ноября)
- 1938 — «Достигаев и другие» М. Горького. Постановщики Л. М. Леонидов, И. М. Раевский (премьера — 31 октября)
- 1958 — «Зимняя сказка» У. Шекспира. Постановщики М. Н. Кедрова, режиссёр А. М. Карев (премьера — 2 января)
- 1969 — «Нахлебник» И. С. Тургенева. Постановщик Г. Г. Конского, режиссёр В. И. Захаров (премьера — 12 марта)

Большой театр
- 1939 — «Абесалом и Этери» З. П. Палиашвили. Режиссёр Р. Симонов, балетмейстер Д. Джавришвили (премьера — 19 июня)
- 1940 — «Дон Кихот» Л. Минкуса. Балетмейстер Р. Захаров
- 1953 — «Травиата» Дж. Верди. Режиссёр Б. Покровский, дирижёр А. Ш. Мелик-Пашаев (премьера — 30 декабря)
- 1954 — «Снегурочка» Н. А. Римского-Корсакова. Режиссёр Б. Покровский, балетмейстер В. Вайнонен (премьера — 30 декабря)
- 1955 — «Никита Вершинин» Кабалевского. Режиссёр Л. Баратов (премьера — 26 ноября)
- 1956 — «Свадьба Фигаро» В. А. Моцарта. Режиссёры Б. Покровский, Г. П. Ансимов, дирижёр Б. Э. Хайкин (премьера — 27 января)
- 1956 — балет «Лауренсия» А. Крейна. Дирижёр Ю. Файер, балетмейстер В. Чабукиани (премьера — 19 февраля)
- 1957 — балет «Гаянэ» А. Хачатуряна. Дирижёр Ю. Файер, балетмейстер В. Вайнонен (премьера — 22 мая)
- 1957 — «Мать» Т. Н. Хренникова. Режиссёр Н. Охлопков, дирижёр Б. Хайкин (премьера — 26 октября)
- 1958 — балет «Шопениана» Ф. Шопена, Режиссёр Е. Гейденрейх, дирижёр Ю. Файер, балетмейстер М. М. Фокин (премьера — 31 октября)
- 1959 — «Банк-бан» Ф. Эркеля. Режиссёр Б. Покровский (премьера — 22 апреля)
- 1959 — «Джалиль» Н. Г. Жиганова. Режиссёр Б. Покровский, дирижёр Б. Хайкин (премьера — 19 июня)
- 1959 — «Война и мир» С. С. Прокофьева. Режиссёр Б. Покровский, балетмейстер Р. Захаров, дирижёр А. Мелик-Пашаев (премьера — 15 декабря)
- 1960 — балет «Паганини» C. Рахманинова. Балетмейстер Л. М. Лавровский, дирижёр Е. Ф. Светланов (премьера — 7 апреля)
- 1961 — «Фауст» Ш. Гуно. Режиссёр Р. Симонов, балетмейстер Л. Лавровский (премьера — 9 февраля)
- 1961 — «Ночной город» Б. Бартока. Балетмейстер Л. М. Лавровский
- 1961 — «Судьба человека» И. Дзержинского. Режиссёр Б. Покровский (премьера — 17 октября)
- 1962 — «Спартак» А. Хачатуряна. Балетмейстер Л. В. Якобсон, дирижёр П. Э. Фельдт (премьера — 4 апреля)
- 1962 — «Фальстаф» Дж. Верди. Режиссёр Б. Покровский
- 1963 — «Дон Карлос» Дж. Верди. Режиссёр И. М. Туманов, дирижёр А. Найденов (НРБ)
- 1964 — «Октябрь» В. Мурадели. Режиссёр И. М. Туманов, дирижёр Е. Ф. Светланов
- 1966 — «Сказание о невидимом граде Китеже и деве Февронии» Н. А. Римского-Корсакова. Режиссёр И. М. Туманов, дирижёр Р. П. Глазуп
- 1967 — «Оптимистическая трагедия» А. Холминова, А. Машистова, Вс. Вишневского. Режиссёр И. М. Туманов, дирижёр Г. Н. Рождественский
- 1967 — «Неизвестный солдат» К. В. Молчанова. Режиссёр Б. Покровский, дирижёр Б. Э. Хайкин
- 1969 — «Фауст» Ш. Гуно. Режиссёр О. М. Моралев, дирижёр Б. Э. Хайкин
- 1971 — «Псковитянка» Н. А. Римского-Корсакова. Режиссёр И. М. Туманов, дирижёр Ю. И. Симонов
- 1971 — «Икар» С. Слонимского. Балетмейстер В. В. Васильев